# Mycale vermistyla
Mycale vermistyla är en svampdjursart som beskrevs av Jinhe 1986. Mycale vermistyla ingår i släktet Mycale och familjen Mycalidae. Inga underarter finns listade i Catalogue of Life.